# Agrodiaetus amasyensis
Agrodiaetus amasyensis är en fjärilsart som beskrevs av De Lesse 1961. Agrodiaetus amasyensis ingår i släktet Agrodiaetus och familjen juvelvingar. Inga underarter finns listade i Catalogue of Life.